# Frea sparsa
Frea sparsa är en skalbaggsart som först beskrevs av Johann Christoph Friedrich Klug 1833.  Frea sparsa ingår i släktet Frea och familjen långhorningar.
Artens utbredningsområde är Madagaskar. Inga underarter finns listade i Catalogue of Life.